# Ighil n'Oumgoun
Ighil n'Oumgoun (en arabe : إغيل ن أومݣون) est une commune rurale marocaine située dans le Haut-Atlas, le long de l'oued M'Goun qui coule entre l'Ighil M'Goun et Kelaat M'Gouna, dans la province de Ouarzazate.